# Alfa 40-60 HP
De Alfa 40-60 HP was een race- en personenwagen van het Italiaanse automerk ALFA, het latere Alfa Romeo. Het model werd gemaakt tussen 1913 en 1922 en was net zoals alle Alfa's uit die tijd ontworpen door Giuseppe Merosi.
De 40-60 HP kreeg een viercilindermotor met een cilinderinhoud van 6082 cc, kopkleppen en twee onderliggende nokkenassen. De motor leverde een maximaal vermogen van 70 pk en zorgde voor een topsnelheid van 125 km/u. In 1913 al werd van de 40-60 HP een opvolger van de Alfa 15 HP Corsa racewagen ontwikkeld. De 40-60 HP Corsa haalde 73 pk uit de motor en won zijn categorie in de Parma-Berceto race. Speciaal voor de graaf Marco Ricotti werd in 1914 de 40-60 HP Aerodinamica gebouwd met een torpedovormig koetswerk van Carrozzeria Castagna.
De productie en ontwikkeling werd onderbroken door de Eerste Wereldoorlog, maar begon kort daarna opnieuw. De motor van de 40-60 HP Corsa kreeg een maximaal vermogen van 82 pk, wat de wagen een topsnelheid van ongeveer 150 km/u bezorgde. Giuseppe Campari won in een 40-60 HP Corsa in 1920 en 1921 op het circuit van Mugello.